# Districtul Tamot
Tamot (în thailandeză ตะโหมด) este un district (Amphoe) din provincia Phatthalung, Thailanda, cu o populație de 27.982 de locuitori și o suprafață de 264,2597 km².

## Componență
Districtul este subdivizat în 3 subdistricte (tambon), care sunt subdivizate în 33 de sate (muban).
| Nr. | Nume       | În thailandeză | Sate | Locuitori |  |
| --- | ---------- | -------------- | ---- | --------- |  |
| 1.  | Mae Khari  | แม่ขรี           | 11   | 11,514    |  |
| 2.  | Tamot      | ตะโหมด         | 12   | 9,489     |  |
| 3.  | Khlong Yai | คลองใหญ่        | 10   | 6,979     |  |